# Пуговкин, Михаил Иванович
Михаи́л Ива́нович Пу́говкин (13 июля 1923, Рамешки, Чухломской уезд, Костромская губерния, СССР — 25 июля 2008, Москва, Россия) — советский и российский актёр театра и кино; народный артист СССР (1988). Участник Великой Отечественной войны.

## Биография

### Ранние годы
Михаил Пуговкин родился 13 июля 1923 года в селе Рамешки Чухломского уезда Костромской губернии РСФСР (ныне Чухломский район Костромской области России) в большой крестьянской семье. В ряде источников встречается версия, что настоящая фамилия актёра — Пугонькин, а Пуговкиным он стал из-за ошибки в паспортном столе. Впрочем, согласно киноведу Вите Рамм, эта версия — вымысел, с которым безуспешно боролась супруга Михаила Ивановича; и он, и его родители были Пуговкиными.
В семье росло трое мальчиков. Жили очень бедно. Михаил имел возможность закончить только три класса сельской школы. С пяти лет плясал, пел частушки, ему уже тогда прочили карьеру артиста. В конце 1936 года сильно заболела мать, и было решено ехать к тётке в столицу.
В 1938 году семья Пуговкиных переехала в Москву, где Михаил устроился на Московский тормозной завод учеником электромонтёра. После работы посещал драматический кружок в Клубе имени Каляева под руководством народного артиста РСФСР А.Шатова. После одного из спектаклей его заметил режиссёр Фёдор Каверин, который возглавлял тогда Московский драматический театр, и пригласил Пуговкина играть в свой профессиональный театр. Так, в 16 лет он стал артистом вспомогательного состава в театре на Сретенке, где служил с 1939 по 1941 год.
В 1940 году актёра заметил кинорежиссёр Григорий Рошаль и пригласил в картину «Дело Артамоновых». Крошечная роль купца Степаши Барского, который пытается переплясать главного героя на свадьбе, стала дебютной ролью Пуговкина в кино. Съёмка этого эпизода завершилась 22 июня 1941 года, в день начала Великой Отечественной войны.

### Война
7 июля 1941 года Михаил ушёл добровольцем на фронт. Был зачислен в 1-й стрелковый полк 6-й дивизии Московского народного ополчения, в составе которого строил оборонительные рубежи, затем участвовал в Ельнинской операции. Попав в окружение, сумел выбраться к своим. С января 1942 года служил разведчиком в 1147-м стрелковом полку 353-й стрелковой дивизии на Южном фронте. В августе 1942 года был тяжело ранен в ногу под Ворошиловградом.
Лечился в эвакогоспитале в Тбилиси. Ранение оказалось серьёзным, началась гангрена, и ногу собирались ампутировать, несмотря на уговоры актёра не ломать ему карьеру. В последний момент в палату вбежала медсестра с телеграммой за подписью Сталина, в которой врачам предписывалось «прекратить бессмысленную ампутацию у солдат и офицеров». В результате ногу удалось спасти. После госпиталя был комиссован с военной службы.

### Театр
В 1943 году служил в Московском театре драмы — единственном московском театре, работавшим в военные годы, где главным режиссёром был Николай Горчаков. Там исполнил первую главную роль — Петра Огонькова в пьесе «Москвичка» Виктора Гусева.
24 сентября 1943 года поступил в только что открывшуюся Школу-студию имени Вл. И. Немировича-Данченко при МХАТе СССР имени М. Горького, несмотря на три класса образования. Иван Москвин лично ходатайствовал за него в управлении Высшей школы, солгав, что аттестат об образовании был утерян на фронте. Вскоре Пуговкин стал его любимым учеником, однако, не сумев сдать на втором курсе зачёты по марксизму, истории и французскому языку, попал в списки отчисленных.
В 1944 году военкоматом был призван на военную службу во 2-е Горьковское танковое училище в Ветлуге. Начальник училища генерал Фёдор Раевский, любивший искусство, назначил его ответственным за самодеятельность училища. В июле 1945 года Раевский отчислил Пуговкина из училища, чтобы тот смог продолжить выступления в театре, и он вернулся в Школу-студию МХАТ.
В 1947 году окончил учёбу и уехал в Мурманск служить в Драматическом театре Северного флота всего на один сезон, где удачно исполнил четыре роли. С 1948 по 1949 год один сезон проработал в Вильнюсском русском драматическом театре. Затем возвратился в Москву, где стал служить в Театре Ленинского комсомола, главным режиссёром которого был Иван Берсенев, знавший его по студенческим работам.
Прослужил восемь лет в Театре Ленинского комсомола (с 1949 по 1958 год) и год в Вологодском драматическом театре (с 1958 по 1959 год). В это время актёр уже постоянно снимался в кино. В 1960 году решил оставить театр и полностью посвятить себя кинематографу.

### Кино
В фильме режиссёра Петрова «Кутузов» Михаил Пуговкин снялся в эпизодической роли солдата Фёдора. Фильм вышел в 1943 году.
С 1960 по 1978 год работал на киностудии «Мосфильм», с 1978 по 1991 годы — на Киностудии им. М. Горького. Много снимался и постоянно ездил по стране с творческими вечерами. Всего исполнил около ста ролей, в основном комедийных. Часто играл бюрократов, подхалимов, взяточников, очковтирателей и приспособленцев. Популярность к нему пришла после кинофильмов «Солдат Иван Бровкин», «Дело „пёстрых“», «Земля и люди» и «Девушка с гитарой».
Лучшим временем своего творчества актёр считал работу у Леонида Гайдая, своего близкого друга (шесть совместных фильмов), Андрея Тутышкина в «Свадьбе в Малиновке» и «Шельменко-денщике», а также в сказках Александра Роу (три роли — два царя и один разбойник). Кроме того, снялся более чем в десяти выпусках «Фитиля» и в нескольких выпусках «Ералаша».
Был глубоко верующим человеком, во время съёмок регулярно посещал действующие храмы. Ни на одну роль не соглашался без благословения набожной матери. Так, Леониду Гайдаю пришлось три недели ждать, прежде чем Пуговкин получил разрешение исполнить роль отца Фёдора в фильме «12 стульев».
После 2004 года в кино не снимался.

### Последние годы

Могила Михаила Пуговкина на Ваганьковском кладбище Москвы

По словам вдовы, ему долго не давали звание народного артиста из-за того, что он отказывался вступать в партию (присвоено в 1988 году). В перестроечные годы почти перестал сниматься.
В июле 1991 года переехал на постоянное место жительства в Крым, в Ялту, где организовал Центр Михаила Пуговкина. Ездил на выступления и творческие встречи в здравницы Крыма. Актёр говорил в интервью:

В Крым, в Ялту, в море я влюблён с 1952 года, когда впервые увидел эти места на съёмках «Адмирала Ушакова», а затем «Ильи Муромца». В моём воображении, в прошлом паренька из далёких Рамешек в Чухломе, Крым представлялся сказочной страной.
В 1997 году получил гражданство Украины.
В 1999 году вернулся в Москву, работал в собственном «Киноцентре Михаила Пуговкина» в Сокольниках.
Михаил Пуговкин скончался утром в пятницу, 25 июля 2008 года на 86-м году жизни у себя дома в Москве из-за обострения сахарного диабета. Похоронен 29 июля на Ваганьковском кладбище (участок № 25) — согласно последней воле, рядом с другом Александром Абдуловым, который много помогал ему в последние годы.

## Семья
Отец — Иван Михайлович, мясник, погиб на фронте во время Великой Отечественной войны, как и оба брата Михаила Пуговкина.
Мать — Наталья Михайловна, крестьянка, прожила больше 90 лет. Во время войны была арестована по доносу — она работала в пирожковом цехе и, чтобы прокормить 13 человек родственников, уносила один пирожок домой и варила на нём суп. Была сослана в Вятлаг. Тогда Пуговкин отправил письмо на имя Сталина, описав всю ситуацию. И через неделю мать вернулась домой «по письму сына».
Первая жена (1947—1959) — Надежда Надеждина (урождённая — Ленина, 1923—2011), актриса, однокурсница Пуговкина по Школе-студии МХАТ. Заслуженная артистка РСФСР (1974).
Дочь Елена Прибрежецкая (род. 1947), зять — Владислав Васильевич Прибрежецкий (род. 1937). Внук Михаил Прибрежецкий (род. 1970), фотокорреспондент.
Вторая жена (с 1959) — Александра Николаевна Лукьянченко (1912—1991), эстрадная певица. В первом браке за Яковом Абрамовичем Немеровским, аккомпаниатором, её дочери — Юлия и Наталья.
Третья жена (с 1991) — Ирина Константиновна Лаврова (1943—2024), администратор Союзконцерта. Двоюродная сестра народного артиста РСФСР Юрия Медведева, работала в Ялтинском цирке, сын Михаил от первого брака.

## Театральные работы

### Московский театр драмы
- 1943 — «Москвичка» В. Гусева; режиссёр Н. Горчаков — Пётр Огоньков[21]
- 1943 — «Фронт» А. Корнейчука; режиссёр Н. Горчаков — Башлыков, солдат

### Драматический театр Северного Флота
- 1947 — «Молодая гвардия» по А. Фадееву; режиссёр Осипов-Трояновский — Олег Кошевой
- 1947 — «Дни и ночи» К. Симонова; режиссёр И. Ольшвангер — Коньков, старшина
- 1948 — «Русский вопрос» К. Симонова; режиссёр Осипов-Трояновский — главный редактор
- 1948 — «Подвиг разведчика»; режиссёр Дудников — Вилли Помер

### Вильнюсский русский драматический театр
- 1948 — «Последние» М. Горького; режиссёр Ю. Щербаков — Якорев, околоточный
- 1948 — «Московский характер» А. Софронова; режиссёр С. Владычинский — Виктор, студент

### Театр имени Ленинского комсомола(Москва, 1950—1958)
- «Так и будет» К. Симонова; режиссёр И. Берсенев — лейтенант
- 1949 — «Семья» И. Попова; постановка С. Гианцинтовой — рабочий
- 1949 — «Особняк в переулочке» Братьев Тур; постановка И. Берсенева — капитан
- 1949 — «Лена»; режиссёр С. Штейн — председатель колхоза
- 1951 — «Первая симфония» А. К. Гладкова; постановка С. Гианцинтовой и А. Рубба — Ершов, композитор
- 1951 — «Восходит солнце» С. Вургуна; режиссёры И. Берсенев, С. Бирман — Ваня Фиолетов
- 1952 — «Сыновья Москвы» Н. Рожкова; режиссёры С. Гианцинтова и С. Штейн — старший сын Шорохова
- 1954 — «Доброе имя» К. Симонова; режиссёры С. Гианцинтова, В. Соловьёв — Брыкин, зам. главного редактора
- 1955 — «Парень из нашего города» К. Симонова; постановка С. Гианцинтовой, А. Пелевина— Севастьянов, капитан
- 1957 — «Первая конная» Вс. Вишневского; режиссёр Б. Норт — боец-будёновец
- 1957 — «Фабричная девчонка» А. Володина; режиссёр В. Эуфер — стиляга

### Вологодский драматический театр
- 1958 — «Слуга двух господ» К. Гольдони; режиссёр А. Шубин — слуга

## Фильмография

### Актёрские работы
- 1940 — Яков Свердлов — рабочий
- 1941 — Дело Артамоновых — Степан Барский, купец
- 1942 — Концерт фронту — боец
- 1943 — Кутузов — Федя, солдат
- 1944 — Свадьба — гость на свадьбе
- 1944 — В 6 часов вечера после войны — артиллерист
- 1946 — Беспокойное хозяйство — Пуговкин, авиамеханик (в титрах не указан)
- 1946 — Первая перчатка — шофёр
- 1949 — Кубанские казаки — 3-й коневод / 3-й комбайнёр (в титрах не указан)
- 1950 — Донецкие шахтёры — шахтёр
- 1952 — Максимка — Артюхин, матрос
- 1953 — Адмирал Ушаков — Пирожков, матрос
- 1953 — Корабли штурмуют бастионы — Пирожков, матрос
- 1954 — Школа мужества — Шмаков, матрос
- 1954 — Верные друзья — заведующий-конферансье в клубе водников
- 1954 — Родимые пятна (киноальманах) (новелла «Ревизоры поневоле») — шофёр
- 1954 — Мы с вами где-то встречались — милиционер
- 1955 — Крушение эмирата — Ясный, анархист
- 1955 — Доброе утро — продавец в отделе тканей и готового платья
- 1955 — Солдат Иван Бровкин — Захар Силыч Пёрышкин, завгар
- 1955 — В один прекрасный день — Панас Чушко
- 1955 — Земля и люди — Гришка Хват
- 1956 — Илья Муромец — Разумей
- 1957 — Братья — Ваня Комаров, старшина водолазов
- 1957 — Правда — Василий Боженко
- 1957 — Степан Кольчугин — шахтёр
- 1958 — Иван Бровкин на целине — Захар Силыч Пёрышкин
- 1958 — Олеко Дундич — солдат
- 1958 — Дело «пёстрых» — Сафрон Ложкин, вор
- 1958 — Девушка с гитарой — Пенкин, электрик
- 1959 — Майские звёзды — Иванов, старшина
- 1959 — Особый подход — начальник административно-хозяйственного отдела
- 1959 — Снежная сказка — шофёр
- 1960 — Крепость на колёсах — Вожжов
- 1960 — Им было девятнадцать — Баба, старшина
- 1961 — Девчата — комендант общежития
- 1961 — Сердце не прощает — Коньков, ветеринар
- 1961 — С днём рождения! — милиционер
- 1962 — Чудак-человек — Межа, управляющий конторой «Заготскот»
- 1962 — Ход конём — Харитон Ерофеевич Померанцев, тракторист
- 1962 — Черёмушки — Ковалёв, пожарный
- 1963 — Суд идёт (короткометражный) — Иван Емельянович Колено
- 1963 — Пропало лето — главный экспедитор
- 1963 — Штрафной удар — Кукушкин
- 1963 — Большой фитиль (киноальманах) — пассажир поезда, выигравший в «шашки»
- 1963 — Голубой огонёк-1963 — гость «Голубого огонька»
- 1963 — Короткие истории (сюжеты «Легенда о блуждающих зеркалах» — Кровавый Фелик, директор ателье и «Тайна комнаты № 216» — Кровавый Фелик)
- 1963 — Фитиль (короткометражный) (фильм № 9 «Быль о рыбаках и рыбке») — Егоров
- 1964 — Сумка, полная сердец — Кирилл, новый муж Арины
- 1965 — Фитиль (короткометражный) (фильм № 32 «На троих») — Егоров
- 1965 — Первый день свободы — Григорий, адъютант полковника Давыдова
- 1965 — Дайте жалобную книгу — игрок в домино
- 1965 — Непокорённый батальон — Колпаков, полковник
- 1965 — Спящий лев — милиционер
- 1965 — Над нами Южный Крест — милиционер
- 1965 — Операция «Ы» и другие приключения Шурика — Павел Степанович, прораб
- 1966 — Путешественник с багажом — Фёдоров, таксист
- 1967 — Свадьба в Малиновке — Яшка-артиллерист
- 1967 — Его звали Роберт — Кнопкин, кадровик
- 1967 — Пока гром не грянет — Фёдор Иванович
- 1967 — Огонь, вода и… медные трубы — Царь
- 1968 — Годен к нестроевой — Качура, старшина
- 1968 — В трудную минуту (короткометражный) — председатель колхоза
- 1969 — Если есть паруса — Дудка, боцман
- 1969 — Варвара-краса, длинная коса — Еремей, царь
- 1969 — Похищение — Михаил Иванович Застёжкин, милиционер
- 1970 — Фитиль (короткометражный) (фильм № 95 «Человек и механизм») — шкипер
- 1971 — Факир на час — Тимофей Гаврилович Миронов, снабженец
- 1971 — Шельменко-денщик — Шельменко-денщик
- 1971 — 12 стульев — отец Фёдор
- 1972 — Золотые рога — атаман Ирод
- 1972 — После ярмарки — Пранцысь Пусторевич
- 1972 — Фитиль (короткометражный) (фильм № 121 «Покупка»)
- 1973 — Иван Васильевич меняет профессию — Карп Савельевич Якин, кинорежиссёр
- 1973 — Нет дыма без огня
- 1973 — Нейлон 100% — Михаил Лошатников, артист
- 1974 — Звезда экрана — Дудкин, директор
- 1974 — Незнакомый наследник — Кузнецов
- 1975 — Финист — Ясный Сокол — Воевода
- 1975 — Не может быть! (новелла «Преступление и наказание») — Григорий Иванович Горбушкин, завмаг
- 1976 — Русалочка — Губастый
- 1976 — Два капитана — Гаер Кулий, отчим Сани
- 1977 — Есть идея — Владимир Николаевич, директор совхоза
- 1978 — Новые приключения капитана Врунгеля — Христофор Бонифатьевич Врунгель, капитан
- 1979 — Ах, водевиль, водевиль… — Михайло Лисичкин
- 1979 — Приключения принца Флоризеля — Рэберн, садовник
- 1980 — За спичками — полицмейстер
- 1980 — Лялька-Руслан и его друг Санька — Михаил Иванович, хозяин дачи
- 1980 — У матросов нет вопросов — дядя Миша
- 1980 — Лес — Восмибратов
- 1980 — Несравненный Наконечников (короткометражный) — Николай Иванович
- 1981 — Шестой — Мироныч
- 1981 — Фитиль (короткометражный) (фильм № 228 «Фамильная драгоценность») — страховой агент
- 1982 — Серебряное ревю — смотритель льда
- 1982 — Спортлото-82 — Сан Саныч Мурашко, спекулянт
- 1982 — Женатый холостяк — Василий Петрович Булавин, директор автобазы
- 1983 — Без особого риска — Грановский, генерал
- 1983 — Фитиль (короткометражный) (фильм № 248 «Метаморфоза») — Михаил Иванович, директор учреждения
- 1983 — Фитиль (короткометражный) (фильм № 251 «Атавизм») — Иваныч, вахтёр
- 1984 — Приказано взять живым — Рябоконь, старшина
- 1984 — Егорка — Топорщук, боцман
- 1984 — Дорога к себе — Яков Иванович
- 1985 — Человек с аккордеоном — дядя Коля, сосед
- 1985 — Сеанс гипнотизёра (фильм-спектакль) — Никанор Ильич
- 1985 — Зловредное воскресенье — Мирон Сергеевич
- 1986 — На златом крыльце сидели — царь Федот
- 1987 — Визит к Минотавру — Степан Андреевич Мельник
- 1987 — Цирк приехал — Сергей Михайлович, отчим
- 1988 — Артистка из Грибова — Георгий Терентьич, отец
- 1988 — Фитиль (короткометражный) (фильм № 309 «Плата за страх») — чиновник
- 1989 — Под куполом цирка — Данила Трофимович Рассохин, худрук
- 1991 — Болотная street, или Средство против секса — Фёдор, управдом
- 1992 — Выстрел в гробу — полковник Бутылкин / «моргунист»
- 1992 — Господа артисты — губернский чиновник
- 1996 — Любовники умирают — дед Вася
- 1998 — Старые песни о главном 3 — Карп Савельевич Якин, кинорежиссёр
- 2000 — Бременские музыканты & Co — король
- 2004 — Бриллианты для Джульетты — дед Миша

### Роли в киножурнале «Ералаш»
- 1978 — «Царевна-Несмеяна», реж. В. Дорман (выпуск № 16, эпизод 2)[22] — царь
- 1987 — «Урок», реж. Б. Дуров (выпуск № 65, эпизод 2)[23] — отец учительницы
- 2001 — «На свободу —  с чистой совестью!», реж. Б. Дуров (выпуск № 146, эпизод 3)[24] — дедушка
- 2004 — «Грызуны», реж. А. Глобин (выпуск № 173, эпизод 3)[25] — дедушка Алёши Зайцева

### Озвучивание
- 1963 — Ромео, мой сосед — Колумб (роль И. Хвичиа)
- 1967 — Полуденный паром — штурман (роль К. Караска)

### Вокал
- 1955 — Солдат Иван Бровкин — песня «Я люблю, но об этом никто не узнает»
- 1967 — Свадьба в Малиновке — песня Яшки-артиллериста и серенада Яшки
- 1978 — Новые приключения капитана Врунгеля — песня капитана Врунгеля «Моряком слыву бывалым», «Весенний флаг на мачте поднят»
- 1982 — Спортлото-82 — песня «От века я не отстаю»
- 1984 — Приказано взять живым — песня пограничников «Нам редко приходится в праздничный час»
- 1987 — Цирк приехал — песня «Летят деньки-денечки»
- 2000 — Бременские музыканты & Co — ария Короля «Ах ты, бедная моя трубадурочка»

### Клипы
- 1997 — Николай Трубач — «Пять минут»
- 2000 — Братья Радченко — «Домик окнами в сад»

### Архивные кадры
- 2008 — Чёртова дюжина Михаила Пуговкина (документальный)

## Звания и награды
- Заслуженный артист РСФСР (26 ноября 1965 года) — за заслуги в области советского киноискусства[26]
- Народный артист РСФСР (7 января 1977 года) — за заслуги в области советского киноискусства[27]
- Народный артист СССР (20 сентября 1988 года) — за большие заслуги в развитии советского киноискусства[28]
- Орден «За заслуги перед Отечеством» IV степени (14 января 2002 года) — за многолетнюю плодотворную деятельность в области культуры и искусства, большой вклад в укрепление дружбы и сотрудничества между народами[29]
- Орден Почёта (1 сентября 2003 года) — за большой личный вклад в развитие отечественного киноискусства[30]
- Орден «За заслуги» ІІІ степени (30 сентября 1999 года, Украина) — за весомые достижения в профессиональной деятельности, значительный личный вклад в развитие культуры и искусства[31]
- Орден «Знак Почёта» (12 июля 1983 года) — за заслуги в развитии советского киноискусства и в связи с шестидесятилетием[32]
- Орден Отечественной войны II степени (2004)[33]
- Медаль Жукова (2004)
- Медаль «За победу над Германией в Великой Отечественной войне 1941—1945 гг.» (2004)
- Медаль «50 лет Победы в Великой Отечественной войне 1941—1945 гг.» (2004)[34]
- Медаль «60 лет Победы в Великой Отечественной войне 1941—1945 гг.»
- Медаль «Ветеран труда»
- Медаль «300 лет Российскому флоту»
- Медаль «За освоение целинных земель»
- Медаль «В память 850-летия Москвы»
- Почётная грамота Правительства Москвы (7 июля 2003 года) — за заслуги в развитии отечественного кинематографа, активную общественную деятельность и в связи с 80-летием со дня рождения[35]
- Почётная грамота Кабинета министров Украины (10 июля 1998 года) — за весомый личный вклад в развитие киноискусства Украины[36]
- ВКФ (Премия за комедийный актёрский ансамбль в номинации «Премии за актёрскую работу», фильм «Свадьба в Малиновке», 1968)
- ОКФ стран СНГ и Балтии «Киношок» в Анапе (Приз «За мужество и достоинство в профессии» имени П. Луспекаева, 1998)
- КФ «Созвездие» Гильдии актёров кино России (Приз «За выдающийся вклад в профессию», 2002)
- Премия «Золотой венец границы» (ФПС РФ, 2003)[37]
- Почётный гражданин Автономной Республики Крым (29 июня 1998 года) — за выдающийся личный вклад в развитие и пропаганду отечественного киноискусства и в связи с 75-летием со дня рождения и 60-летием творческой деятельности[38][39]
- Почётный гражданин Ялты (1994)
- Почётная грамота Президиума Верховного Совета Автономной Республики Крым (18 августа 1997 года) — за значительный личный вклад в создание материальных и духовных ценностей республики, высокое профессиональное мастерство, многолетний добросовестный труд[40]

## Память
- 20 июня 1997 — Именем актёра названа малая планета № 4516 Солнечной системы[41].
- 2001 — Памятник отцу Фёдору с чайником из «12 стульев» Ильфа и Петрова установлен на первой платформе Южного вокзала Харькова. Прообразом памятника послужил М. Пуговкин, исполнивший одноимённую роль в экранизации романа[42].
- 2008 — Документальный фильм «Первого канала» «Михаил Пуговкин. Житие мое…» (руководитель проекта А. Сычёв, автор И. Капралова, режиссёр Г. Ананов).
- 2009 — Открыт памятник на Ваганьковском кладбище (участок № 25).
- 2011 — Документальный фильм «Первого канала» «Михаил Пуговкин. Главный герой второго плана» (автор и ведущий Л. Якубович, режиссёр Ф. Шабанов).
- 2013 — Музей актёра в Ливадии[43].
- 2016 — Центр Михаила Пуговкина в здании Дворца культуры «Ростсельмаш» Ростова-на-Дону (руководитель — вдова И. К. Пуговкина-Лавова). В Ростовской области актёр воевал, поэтому именно здесь в январе 2016 года был открыт Центр. В его стенах хранятся личные вещи артиста, фотографии, сценические костюмы и коллекция фильмов[44].
- 2016 — В Ялте в День города 13 августа был открыт памятник актёру в образе режиссёра Якина («Иван Васильевич меняет профессию»).
- 2018 — Документальный фильм «Михаил Пуговкин. Боже, какой типаж!»
- Памятные доски актёру установлены в Ялте (Черноморский переулок, 6) и по последнему адресу его жительства в Москве (ул. Короленко, 5).